# (469) Argentina
(469) Argentina – planetoida z pasa głównego asteroid okrążająca Słońce w ciągu 5 lat i 235 dni w średniej odległości 3,17 j.a. Została odkryta 20 lutego 1901 roku w Landessternwarte Heidelberg-Königstuhl, w Heidelbergu przez Luigi Carnerę. Nazwa planetoidy pochodzi od Argentyny, kraju w Ameryce Południowej. Przed jej nadaniem planetoida nosiła oznaczenie tymczasowe (469) 1901 GE.